# Malacocera
Malacocera es un género de plantas fanerógamas con dos especies pertenecientes a la familia Amaranthaceae.

## Taxonomía
El género fue descrito por R.H.Anderson y publicado en Proceedings of the Linnean Society of New South Wales, ser. 2 51: 382. 1926. La especie tipo es: Malacocera tricornis 

## Especies
| - Malacocera albolanata - Malacocera tricornis |